# Tunnina
Tunnina (Euthynnus alletteratus) är en pelagisk stimfisk i familjen makrillfiskar som finns i Atlanten och påminner om en liten tonfisk.

## Utseende
Tunninan påminner om en liten tonfisk. Framkroppen och ryggen är blåaktiga, medan de undre sidorna och buken är vitaktiga. Bakre delen av ryggen har oregelbundna tvärstreck. På framkroppens nedre del har den 3 till 7 mörka fläckar med vit kontur. Den främre ryggfenan är lång och sitter nära den bakre. Stjärtroten har 7 till 8 småfenor. Arten har endast fjäll på framkroppen och längs sidolinjen. Arten blir vanligtvis upp till 80 cm lång, även om längdrekordet är 122 cm och maxvikten 16,5 kg.

## Vanor
Arten är en pelagisk stimfisk som håller sig nära kusterna från ytan ner till 150 meters djup. Den lever på fiskar, framför allt sillfiskar, kräftdjur, manteldjur och bläckfiskar. Arten kan bli upp till 10 år gammal.
Den tjänar som byte åt många andra fiskar, som andra, större tonfiskar, svärdfisk och många hajar. Mindre tunninor kan även tas av havsfågel.

### Fortplantning
Honan blir könsmogan vid en längd mellan 27 och 37 cm, medan hanens könsmognad inträffar vid omkring 40 cm längd. I Atlanten leker tunninan från april till november, medan lektiden varar från vår till sensommar i Medelhavet. Leken sker på djupare vatten, i Atlanten utanför kontinentalhyllan, där honan kan lägga upp till 1 750 000 små (0,8 – 1 mm), pelagiska ägg. Dessa kläcks redan ett dygn senare.

## Utbredning
Tunninan finns nära kusterna i Atlantens varmare regioner. På västra sidan uppträder den från Massachusetts i USA via Karibien till Brasilien. På östra sidan sträcker sig utbredningsområdet från Brittiska öarna till Sydafrika inklusive Medelhavet. I Skandinavien har arten påträffats i Norge, Sverige och Danmark.

## Kommersiell användning
Arten fiskas, både för mänsklig konsumtion, som industrifisk och som betesfisk. Den är också föremål för sportfiske.